# Warzęchowa Przełączka
Warzęchowa Przełączka (słow. Skrinicová štrbina) – drobna przełęcz w bocznej grani słowackich Tatr Wysokich odgałęziającej się od grani głównej w wierzchołku Małej Wysokiej. Jest położona w jej fragmencie zwanym Nowoleśną Granią. Oddziela od siebie dwie Warzęchowe Turnie – Zadnią Warzęchową Turnię na zachodzie i Skrajną Warzęchową Turnię na wschodzie.
Rejon przełączki tworzą bardzo zwietrzałe skały. Jej północne stoki opadają do Doliny Staroleśnej, południowe – do Doliny Sławkowskiej. Warzęchowa Przełączka nie stanowi dogodnego przejścia dla taterników. Najprostsze drogi wiodą na nią od północnego zachodu z Doliny Staroleśnej lub granią z Usypistej Szczerbiny przez Skrajną Warzęchową Turnię.
Pierwsze wejścia (przy przejściu granią):
- letnie: Heinrich Behn, Ernst Dubke i przewodnik Johann Franz senior, 5 sierpnia 1906 r.,
- zimowe: Władysław Krygowski, 13 marca 1928 r.[2]

Nazewnictwo Warzęchowych Turni i Warzęchowej Przełączki pochodzi od Warzęchowego Stawu, który położony jest w Dolinie Staroleśnej, u ich podnóża.